# Liste der Kulturdenkmale in Hainsberg (Freital)
Die Liste der Kulturdenkmale in Hainsberg enthält alle Kulturdenkmale des Freitaler Stadtteils Hainsberg. Die Anmerkungen sind zu beachten.
Diese Liste ist eine Teilliste der Liste der Kulturdenkmale in Freital.

## Legende
- Bild: Bild des Kulturdenkmals, ggf. zusätzlich mit einem Link zu weiteren Fotos des Kulturdenkmals im Medienarchiv Wikimedia Commons. Wenn man auf das Kamerasymbol klickt, können Fotos zu Kulturdenkmalen aus dieser Liste hochgeladen werden:
- Bezeichnung: Denkmalgeschützte Objekte und ggf. Bauwerksname des Kulturdenkmals
- Lage: Straßenname und Hausnummer oder Flurstücknummer des Kulturdenkmals. Die Grundsortierung der Liste erfolgt nach dieser Adresse. Der Link (Karte) führt zu verschiedenen Kartendiensten mit der Position des Kulturdenkmals. Fehlt dieser Link, wurden die Koordinaten noch nicht eingetragen. Sind diese bekannt, können sie über ein Tool mit einer Kartenansicht einfach nachgetragen werden. In dieser Kartenansicht sind Kulturdenkmale ohne Koordinaten mit einem roten bzw. orangen Marker dargestellt und können durch Verschieben auf die richtige Position in der Karte mit Koordinaten versehen werden. Kulturdenkmale ohne Bild sind an einem blauen bzw. roten Marker erkennbar.
- Datierung: Baubeginn, Fertigstellung, Datum der Erstnennung oder grobe zeitliche Einordnung entsprechend des Eintrags in der sächsischen Denkmaldatenbank
- Beschreibung: Kurzcharakteristik des Kulturdenkmals entsprechend des Eintrags in der sächsischen Denkmaldatenbank, ggf. ergänzt durch die dort nur selten veröffentlichten Erfassungstexte oder zusätzliche Informationen
- ID: Vom Landesamt für Denkmalpflege Sachsen vergebene, das Kulturdenkmal eindeutig identifizierende Objekt-Nummer. Der Link führt zum PDF-Denkmaldokument des Landesamtes für Denkmalpflege Sachsen. Bei ehemaligen Kulturdenkmalen können die Objektnummern unbekannt sein und deshalb fehlen bzw. die Links von aus der Datenbank entfernten Objektnummern ins Leere führen. Ein ggf. vorhandenes Icon  führt zu den Angaben des Kulturdenkmals bei Wikidata.

## Liste der Kulturdenkmale
| Bild                                    | Bezeichnung                                                                            | Lage                                                         | Datierung | Beschreibung | ID       |
| --------------------------------------- | -------------------------------------------------------------------------------------- | ------------------------------------------------------------ | --- | --- | -------- |
|                                         | Arbeiterwohnhäuser                                                                     | An der Kleinbahn 4, 6, 8, 10, 12, 14, 16, 18, 20, 22 (Karte) | vor 1900 (Arbeiterwohnhaus) | Vier Arbeiterwohnhäuser (drei Doppelhäuser, im Hof ein 4-Eingänge-Haus); im Kontext zum Buntgarnwerk, sozialhistorisch wichtiges Ensemble (siehe auch An der Spinnerei 1–7) | 08963890 |
|                                         | Weißeritztalbahn; Haltepunkt Freital-Coßmannsdorf                                      | An der Kleinbahn 6 (gegenüber) (Karte)                       | 1930 (HP Freital Coßmannsdorf) | Einzeldenkmale der Sachgesamtheit Weißeritztalbahn, Teilabschnitt Freital, OT Hainsberg – Rabenau, OT Rabenau, davon auf der Gemarkung Coßmannsdorf (Gemeinde Freital, OT Hainsberg): Haltepunkt Freital-Coßmannsdorf mit dem Wartehäuschen sowie davon gemeinde- und gemarkungsübergreifend teilweise auf Gemarkung Coßmannsdorf (Gemeinde Freital, OT Hainsberg) und teilweise auf Gemarkung Rabenau (Gemeinde Rabenau, OT Rabenau): zwei Naturstein-Bogenbrücken (siehe auch Sachgesamtheitsliste, Gemeinde Freital, OT Hainsberg – ID-Nr. 09301531, siehe auch den dazugehörigen Teil in der Sachgesamtheitsliste, OT Rabenau – ID-Nr. 09301550 und in der Einzeldenkmalliste, OT Rabenau – ID-Nr. 09301553); Eisenbahnanlagenteile von geschichtlichem, wissenschaftlich-dokumentarischem, landschaftsgestaltendem sowie Seltenheitswert | 09304221 |
|                                         | Arbeiterwohnhäuser                                                                     | An der Spinnerei 1, 2, 3, 4, 5, 6, 7 (Karte)                 | vor 1900 (Arbeiterwohnhaus) | Vier Arbeiterwohnhäuser (drei Doppelhäuser und Eckgebäude); im Kontext zum Buntgarnwerk, sozialhistorisch wichtiges Ensemble (siehe auch An der Kleinbahn 4–22, nur gerade Zahlen) | 08963889 |
| Weitere Bilder                          | Buntgarnwerke; Woll-Spinnerei (ehem.)                                                  | An der Spinnerei 8 (Karte)                                   | 1880 (Spinnerei); 1920er Jahre (Verwaltungsgebäude 1); 1930er Jahre (Verwaltungsgebäude 2)                                                                                   | Spinnereihallen und Verwaltungstrakt; von baugeschichtlicher und besonderer ortsgeschichtlicher Bedeutung | 08963888 |
| Direkt Bild zu diesem Denkmal hochladen | Sachgesamtheit Weißeritztalbahn                                                        | Dresdner Straße 280                                          | 2. Hälfte 19. Jh. - 1. Hälfte 20. Jh. (Eisenbahnanlage) | Sachgesamtheit Weißeritztalbahn mit Gleiskörper (Sachgesamtheitsteile), mit folgenden Einzeldenkmale zum Teilabschnitt Freital, OT Hainsberg: Bahnhof Freital-Hainsberg mit diversen Gebäuden und Geräten, sowie bewegliche Denkmale wie Lokomotiven, Reisezugwagen, Güterwagen, Schneepflug und Schmalspurdraisine (Technische Denkmale). | 09301531 |
| Weitere Bilder                          | Bahnhof Freital-Hainsberg                                                              | Dresdner Straße 280 (Karte)                                  | 1905 (Bahnhof) | Einzeldenkmale der Sachgesamtheit Weißeritztalbahn, Teilabschnitt Freital, OT Hainsberg: Bahnhof Freital-Hainsberg mit diversen Gebäuden und Geräten, mit dem Wartehäuschen, Wasserkran, Lokschuppen, Lager, Kohlekran, Zugleitergebäude, Stellwerk sowie bewegliche Denkmale wie Lokomotiven, Reisezugwagen, Güterwagen, Schneepflug und Schmalspurdraisine (Technische Denkmale) (siehe auch Sachgesamtheitsliste, Gemeinde Freital, OT Hainsberg – ID-Nr. 09301531); Eisenbahnanlagenteile von geschichtlichem, wissenschaftlich-dokumentarischem, landschaftsgestaltendem sowie Seltenheitswert. | 09301532 |
|                                         | Villenartiges Wohnhaus                                                                 | Dresdner Straße 286 (Karte)                                  | vor 1900 (Wohnhaus) | Wohnhaus in offener Bebauung; villenartiges Wohnhaus mit Anklängen an den Schweizerstil; Kontext zur Papierfabrik, bau- und ortsgeschichtliche Bedeutung | 08963753 |
| Weitere Bilder                          | Fabrikantenvilla                                                                       | Dresdner Straße 288 (Karte)                                  | vor 1900 (Fabrikantenvilla) | Fabrikantenvilla mit Anklängen an den Schweizerstil, im Giebel Nische mit weiblicher allegorischer Figur; Kontext zur Papierfabrik, bau- und ortsgeschichtliche Bedeutung | 08963754 |
| Weitere Bilder                          | Schmelztiegelwerk                                                                      | Dresdner Straße 305 (Karte)                                  | 2. Hälfte 19. Jh. (Fabrikanlagenteil) | Fabrikanlage: zwei Produktionsgebäude der alten Schmelztiegelfabrik; Zeugnis der frühen Hochzeit der Industrialisierung Freitals; industrie- und ortsgeschichtliche Bedeutung, besonders im Kontext mit der Thodeschen Papierfabrik und dem ältesten Bereich der Rotfärberei (Dresdner Straße 338) von technikhistorischer Relevanz | 08963908 |
|                                         | Papierfabrik Freital; Thodesche Papierfabrik                                           | Dresdner Straße 321 (Karte)                                  | 1864 (Arbeiterwohnhaus) | Zwei Produktionsgebäude parallel zur Weißeritz (am nördlichen Ende des Flurstücks) und das im Schweizerstil aufgeführte Wohnhaus für Betriebsangehörige als Reste der ehemaligen Papierfabrik; wichtige Zeugnisse der Freitaler Industrie und im Kontext mit der Römerschen Rotgarn-Färberei und dem späteren Schmelztiegelwerk industriegeschichtlich und städtebaulich von Bedeutung | 08963904 |
| Weitere Bilder                          | Weißeritz-Mühlgraben                                                                   | Dresdner Straße 321 (bei)                                    | 15. Jh. (Mühlgraben) | Mühlgraben mit zwei Wehren; Gesamtanlage des von mehreren anliegenden Produktionsstätten (insbesondere Egermühle, Lederfabrik und Papierfabrik) genutzter künstlich angelegter Wasserlauf, besondere stadtentwicklungsgeschichtliche Bedeutung für Dresden und Freital. | 08963896 |
|                                         | Römer'sche Rotgarnfärberei                                                             | Dresdner Straße 325 (Karte)                                  | 1836 (Textilindustrie) | Kern der Römer'schen Rotfärberei; in ländlichen Architekturformen (ehem. Dreiseithof), historisches Aussehen weitgehend erhalten, ortsgeschichtlich und industriegeschichtlich von Bedeutung. Zwei im rechten Winkel zueinander stehende verputzte Feldsteinbauten mit Lochfassaden und Sandsteingewänden, einer mit Krüppelwalmdach, sind der ländlich anmutende Rest des ehemaligen Dreiseithofes der Türkischrot-Garnfärberei, die 1836 von den Brüdern Römer gegründet wurde. Ehemals gab es hohe Mansarddächer mit Trockenfunktion. Die Färberei gehört zu den ältesten Industriestandorten im Freitaler Raum, vorhanden bereits vor Einführung der Eisenbahn und eine der ersten hiesigen Produktionsstätten, die über die bloße Funktion einer Mühle hinausgingen. Bis 1868 wurden über zehn Millionen Pfund Garn gefärbt und in viele Länder exportiert. Neue Produktionsverfahren ließen das Werk nach 1880 untergehen, so dass die bestehenden Anlagen für eine Schmelztiegelfabrik umgenutzt wurden. Einige Gebäude der Papierfabrik gehörten ursprünglich vermutlich auch zur Färberei. Orts- und industriegeschichtliche Relevanz, technisches Denkmal von Seltenheitswert; zum Teil abgebrochen, Rest bedroht (LfD/2012). | 08963907 |
|                                         | Villa                                                                                  | Freier Blick 15 (Karte)                                      | um 1880 (Villa) | Villa; im Schweizerstil, u. a. baugeschichtliche Bedeutung | 08964025 |
|                                         | Rathaus Hainsberg (ehem.)                                                              | Hainsberger Straße 1 (Karte)                                 | 1913 (Rathaus) | Rathaus; im Reformstil, ortshistorisch und architektonisch von Belang. Das Rathaus Coßmannsdorf ist ein vielteiliges, im Sinne des Reformstils 1913 durch den bekannten Dresdner Architekten Arthur Bohlig errichtetes Gebäude mit guter Aufrisslinie und erkennbarem Erlwein-Einfluss. Das in offener Bebauung stehende zwei- bis viergeschossige Putzgebäude hat einen unregelmäßigen Grundriss; der Hauptbaukörper mit steilem, recht tief heruntergezogenen Satteldach mit Reiter (dort Uhr und geschweifte Haube) ist durch horizontale Putzbänder gegliedert und hat an seiner Ostseite einen hölzernen Balkon; an diesen Körper schließt sich im rechten Winkel nach Westen ein niedrigerer (zweigeschossiger) Bau mit stehenden Gaupen an; das Scharnier bildet ein schmaler Risalit, der dreigeschossig und mit Bekrönung auffällig (neo-)barock gestaltet ist und den überdachten, ornamental betonten und mit schönen Türblättern versehenen Haupteingang aufnimmt. Hier findet sich eine zweibogige Arkatur mit dicken ionischen Säulen; von Georg Türke stammt die an mehreren Stellen vorhandene Sandstein - Bauplastik, eine Eule, eine Sonnenuhr und an der südöstlichen Hausecke eine Figur mit Symbolen des Textilhandwerks (als Hinweis auf die nahe Buntgarnfabrik). Ortsgeschichtliche und besondere baugeschichtliche sowie künstlerische Bedeutung (LfD/2012). | 08963765 |
| Weitere Bilder                          | Doppel-Wohnhaus                                                                        | Hainsberger Straße 2 (Karte)                                 | 1910er Jahre (Doppelwohnhaus) | Doppel-Wohnhaus; baugeschichtlich und städtebaulich von Interesse | 08963766 |
| Weitere Bilder                          | Wohnhaus                                                                               | Hainsberger Straße 28 (Karte)                                | um 1910 (Wohnhaus) | Wohnhaus in offener Bebauung; baugeschichtliche Bedeutung | 08963760 |
|                                         | Gedenkstätte für Johannes May                                                          | Kirchstraße 1 (bei) (Karte)                                  | nach 1945 (Gedenktafel) | Gedenkstätte für Johannes May (1906–1943) | 08964983 |
|                                         | Wohnhaus                                                                               | Kirchstraße 2 (Karte)                                        | 1920er Jahre (Wohnhaus) | Wohnhaus in offener Bebauung; u. a. baugeschichtliche Bedeutung | 08963758 |
|                                         | Wohnhaus                                                                               | Kirchstraße 4 (Karte)                                        | 1920er Jahre (Wohnhaus) | Wohnhaus in offener Bebauung; baugeschichtliche Bedeutung | 08963759 |
| Direkt Bild zu diesem Denkmal hochladen | Sachgesamtheit Hoffnungskirche mit Kirchhof und Torhaus                                | Kirchstraße 10                                               | 1899-1901 (Sachgesamtheit); 1899-1901 (Kirchhof) | Sachgesamtheit Hoffnungskirche mit Kirchhof und Torhaus mit folgenden Einzeldenkmalen: Hoffnungskirche, Torhaus und 4 Grabanlagen (Einzeldenkmal ID-Nr. 08963756) und dem Gartendenkmal Kirchhof mit Kirchhofsgestaltung sowie Allee und Solitärbäume; geschichtlich, künstlerisch und städtebaulich von Bedeutung, Wandmalerei und Fenster der Kirche überregional künstlerisch von Bedeutung. | 09301378 |
| Weitere Bilder                          | Hoffnungskirche                                                                        | Kirchstraße 10 (Karte)                                       | bez. 1900-1901 (Kirche); bez. 1900-1901 (Kirchenausgestaltung); 1901 (Orgel); bez. 1899 (Torhaus)                                                                            | Einzeldenkmale der Sachgesamtheit: Hoffnungskirche, Torhaus und 4 Grabanlagen (Sachgesamtheit ID-Nr. 09301378); geschichtlich, künstlerisch und städtebaulich von Bedeutung, Wandmalerei und Fenster der Kirche überregional künstlerisch von Bedeutung. | 08963756 |
|                                         | Pfarrhaus                                                                              | Kirchstraße 12 (Karte)                                       | um 1910 (Pfarrhaus) | Pfarrhaus; Gebäude im Reformstil, baugeschichtlich von Bedeutung | 09303632 |
| Direkt Bild zu diesem Denkmal hochladen | Sachgesamtheit Heilsberger Freigut (sog. Engländerei) mit Park (sog. Heilsberger Park) | Leitenweg 2a                                                 | um 1840 (Villa); ab 1793 (Gutspark); 1793 bis ca. 1840 (Sachgesamtheit) | Sachgesamtheit Heilsberger Freigut (sog. Engländerei) mit Park (sog. Heilsberger Park): Herrenhaus, Gedenkstein und historische Wasserstelle (alles Einzeldenkmale, Einzeldenkmal ID-Nr 08963769, gleiche Adresse) und Park im landschaftlichen Stil (Baumgruppen und Solitärbäume, Gartendenkmale); bau- und ortsgeschichtlich sowie gartenkünstlerisch und gartenhistorisch von Bedeutung. | 09301386 |
|                                         | Heilsberger Freigut (sog. Engländerei) mit Park (sog. Heilsberger Park)                | Leitenweg 2a (Karte)                                         | um 1840 (Villa); 1793 (Gedenkstein) | Einzeldenkmale der Sachgesamtheit Heilsberger Freigut: Herrenhaus, Gedenkstein und historische Wasserstelle (Sachgesamtheit ID-Nr 09301386); bau- und ortsgeschichtlich sowie gartenkünstlerisch und gartenhistorisch von Bedeutung. | 08963769 |
|                                         | Doppelwohnhaus                                                                         | Oberhausener Straße 17, 19 (Karte)                           | 1909 (Siedlungshaus) | Doppelwohnhaus einer Werkssiedlung; im Reformstil, einziges noch authentisch erhalten gebliebenes Wohnhaus der Siedlung, Architekt: Oswin Hempel, Dresden, baugeschichtlich und sozialgeschichtlich sowie stadtentwicklungsgeschichtlich von Bedeutung | 09303633 |
|                                         | Wohnhaus                                                                               | Obernaundorfer Straße 5 (Karte)                              | nach 1700 (Wohnhaus) | Wohnhaus; Obergeschoss Fachwerk, älteste Generation noch erhaltener Holzbauweise, baugeschichtliche Bedeutung | 08963764 |
| Weitere Bilder                          | Rollmopsschänke                                                                        | Rabenauer Fußweg 2 (Karte)                                   | 18. Jh. (Gasthaus); bez. 1797 (Inschrifttafel); 1937 (Stube) | Gasthaus, mit Sandsteintafel; ältere erhaltene Generation ländlicher Bauweise, Obergeschoss und zum Teil Erdgeschoss Fachwerk, baugeschichtlich und ortsgeschichtlich von Bedeutung. Gasthaus "Rollmopsschänke" mit Fachwerkkonstruktion, zum Teil auch im Erdgeschoss, Stockwerksbau mit K-Streben, alle Fenster in originaler Größe, Giebel später ausgemauert, Satteldach als Frackdach, Muldenfalzziegel; späteres hölzernes Eingangshäuschen, Sandsteintafel mit Spruch bez.1797; innen handwerklich gute Stube von 1937; Kern des Hauses 17. Jahrhundert, damit zusammen mit unmittelbar benachbarten Eckersdorfer Drescherhäusern und Gebäuden in Zschiedge, älteste im Freitaler Raum noch existente Generation regionaltypischer Holzbauweise. Von bau- und ortsgeschichtlicher Bedeutung (LfD/2012). | 08963761 |
| Direkt Bild zu diesem Denkmal hochladen | Ehemaliges Drescherhaus                                                                | Rabenauer Fußweg 7 (Karte)                                   | um 1700 (Wohnhaus) | Ehemaliges Drescherhaus; Obergeschoss Fachwerk verputzt, Bestandteil des alten Kerns von Eckersdorf, Relikt ländlicher Holzbauweise, baugeschichtliche Bedeutung | 08963763 |
| Weitere Bilder                          | Wasserkraftwerk                                                                        | Rabenauer Grund 1 (Karte)                                    | 1911/1912 (Wasserkraftwerk) | Wasserkraftwerk; technisches Denkmal | 08963724 |
| Weitere Bilder                          | Felstunnel Nadelöhr                                                                    | Rabenauer Grund (Karte)                                      | 1834 (Straßentunnel) | Felstunnel; ortsgeschichtliche Bedeutung | 08960520 |
| Weitere Bilder                          | Glasdrahtfabrik                                                                        | Rabenauer Straße 8 (Karte)                                   | 1906 (Fabrikgebäude) | Produktionsgebäude des früheren Glasdrahtwerkes; technik- und regionalgeschichtliche Relevanz durch industrielle Nutzung eines historischen Mühlenstandortes | 08963909 |
|                                         | Wohnhaus                                                                               | Rabenauer Straße 19 (Karte)                                  | 2. Hälfte 19. Jh. (Bauernhaus) | Wohnhaus eines ehemaligen Bauernhofes; Relikt ländlicher Architektur in gewandelter Umgebung, baugeschichtlich von Bedeutung | 08963757 |
|                                         | Zwei Gebäude des ehem. Allodgutes                                                      | Rabenauer Straße 46 (Karte)                                  | wahrscheinlich Ende 17. Jh. (Wirtschaftsgebäude) | Zwei massive Gebäude des ehemaligen Allodgutes; bau- und lokalhistorische Bedeutung | 08963762 |
| Weitere Bilder                          | Villa Wolf                                                                             | Somsdorfer Straße 1a (Karte)                                 | 1912–1913 (Fabrikantenvilla) | Fabrikantenvilla mit Verbindungs- und Garagenbau, Einfriedung und zwei Doppelreihen Linden als Reste des Gartens; im Reformstil, ortshistorisch und architektonisch bedeutend | 08963767 |
| Weitere Bilder                          | Villa                                                                                  | Somsdorfer Straße 2 (Karte)                                  | um 1880 (Villa) | Villa mit Park und Einfriedung; von baugeschichtlicher und gartenkünstlerischer Bedeutung | 08964100 |
| Weitere Bilder                          | Walzenmühle; Walzmühle; Mittagsmühle; Somsdorfer Mühle                                 | Somsdorfer Straße 4, 4a (Karte)                              | nach 1948, nach Brand neu errichtet (Mühle); 1762 im Kern (Wohnhaus); 2. Hälfte 19. Jh. (Obermüllerwohnhaus); um 1880 (östlicher Speicher); 2. Hälfte 19. Jh. (Mehlspeicher) | Hofartiges Gebäudeensemble einer früheren Mühle, bestehend aus dem zur Straße giebelständigen Wohnhaus, dem 1948 nach einem Brand neu errichteten viergeschossigen Mühlengebäude, dem sich in östlicher Richtung anschließenden Speicher, dem in westlicher Richtung angeordneten dreigeschossigen Mehlspeicher und dem Obermüllerwohnhaus (Nr. 4a), einschließlich der vorhandenen mühlentechnischen Ausstattung (Walzenstühle, Transmission) und der wassertechnischen Anlage (Mühlgraben, Turbine, Wehr), bedeutender kleinerer Industriemühlen-Komplex, der auf eindrucksvolle Weise anhand verschiedener Bauepochen die mühlentechnische Entwicklung erkennen lässt | 08963902 |
| Weitere Bilder                          | Zum Rabenauer Grund                                                                    | Somsdorfer Straße 6 (Karte)                                  | bez. 1836, wahrscheinlich aber Kern 18. Jh. (Gasthaus) | Gasthaus; Obergeschoss Fachwerk, baugeschichtlich und ortsgeschichtlich von Bedeutung | 08964024 |
|                                         | Fabrikantenvilla                                                                       | Südstraße 16, 16a (Karte)                                    | um 1920 (Villa) | Fabrikantenvilla mit Einfriedung und ehem. Produktionsgebäude im Reformstil; u. a. baugeschichtlich und wirtschaftsgeschichtlich von Bedeutung | 08963748 |
|                                         | Wohnhaus                                                                               | Südstraße 19 (Karte)                                         | um 1900 (Wohnhaus) | Wohnhaus in offener Bebauung; baugeschichtlich relevant | 08960508 |
| Direkt Bild zu diesem Denkmal hochladen | Inschrift am Backofenfelsen                                                            | Tharandter Straße (Karte)                                    | 1752 (Inschrifttafel) | Inschrift am Backofenfelsen | 08960519 |
|                                         | Villa                                                                                  | Weinbergstraße 4 (Karte)                                     | zwischen 1905 und 1910 (Villa) | Villa; u. a. baugeschichtliche Bedeutung | 08963750 |
| Weitere Bilder                          | Villa                                                                                  | Weinbergstraße 6 (Karte)                                     | um 1900 (Villa) | Villa; u. a. baugeschichtliche Bedeutung | 08963749 |
|                                         | Gedenkstein                                                                            | Weißeritzgäßchen (Karte)                                     | 1934 (Gedenkstein) | Gedenkstein; der auf Mühle (1547) verweist »G. R. Mehnert, 1934«, ortsgeschichtlich von Bedeutung | 08960524 |

## Ausführliche Denkmaltexte
1. ↑  
Sachgesamtheit Weißeritztalbahn mit Gleiskörper (Sachgesamtheitsteile), Technik und allen Hochbauten sowie Brücken der Weißeritztalbahn in den Gemeinden Freital (OT Hainsberg), Rabenau (OT Rabenau – ID-Nr. 09301550, OT Lübau – ID-Nr. 09304225, OT Spechtritz – ID-Nr. 09304222,  OT Oelsa – ID-Nr. 09303660), Dippoldiswalde (OT Seifersdorf – ID-Nr. 09301533, OT Malter – ID-Nr. 09301535, OT Dippoldiswalde – ID-Nr. 09301537, OT Ulberndorf – ID-Nr. 09301539, OT Obercarsdorf – ID-Nr. 09301545, OT Schmiedeberg – ID-Nr. 09301546, OT Naundorf – ID-Nr. 09301541) und Altenberg (OT Oberbärenburg – ID-Nr. 09304220, OT Kurort Kipsdorf – ID-Nr. 09301548), davon gehören folgende Einzeldenkmale zum Teilabschnitt Freital, OT Hainsberg: Bahnhof Freital-Hainsberg mit diversen Gebäuden und Geräten, sowie bewegliche Denkmale  wie Lokomotiven, Reisezugwagen, Güterwagen, Schneepflug und Schmalspurdraisine (Technische Denkmale) (siehe Einzeldenkmalliste, OT Hainsberg – ID-Nr. 09301532), davon gehören folgende Einzeldenkmale zum Teilabschnitt Freital, OT Hainsberg - Rabenau, OT Rabenau: auf der Gemarkung Coßmannsdorf der Haltepunkt Freital-Coßmannsdorf mit dem Wartehäuschen sowie gemeinde- und gemarkungsübergreifend teilweise auf der Gemarkung Coßmannsdorf (Gemeinde Freital, OT Hainsberg) und teilweise auf der Gemarkung Rabenau (Gemeinde Rabenau, OT Rabenau) zwei Naturstein-Bogenbrücken (siehe Einzeldenkmalliste, OT Hainsberg, Gemarkung Coßmannsdorf – ID-Nr. 09304221, siehe auch den dazugehörenden Teil in der Gemeinde Rabenau, OT Rabenau, Sachgesamtheitsliste – ID-Nr. 09301550 und  Einzeldenkmalliste, OT Rabenau – ID-Nr. 09301553); bedeutendes Denkmal der sächsischen Verkehrsgeschichte, eine der ältesten Schmalspurbahnen Deutschlands, von geschichtlichem, wissenschaftlich-dokumentarischem, landschaftsgestaltendem sowie Seltenheitswert.
2. ↑  
Technisches und baugeschichtliches Denkmal, im ersten Jahrzehnt des 20. Jh. im Zuge der Gesamtumbauten und der zwischen Potschappel und Hainsberg erfolgten Hochlegung der Eisenbahnstrecke 600 m östlich des Vorgängerbaues neu errichtet. Das Empfangsgebäude besteht aus zwei giebelständigen dreigeschossigen Baukörpern unterschiedlicher Breite, die durch einen zweigeschossigen Querbau, der sich jeweils hinter den Risaliten fortsetzt, verbunden sind. Die Fassaden sind abwechselungsreich und aufwändig gegliedert und vereinen verschiedene Baumaterialien; Gesims zwischen dem Sandsteinsockel und dem backsteinsichtigen EG, die Obergeschosse mit Kammputz versehen; Fassade gegliedert durch Segmentbogenfenster, großes Panoramafenster im Gaststättenbereich; die flachen Satteldächer jeweils mit breitem Überstand. Weitgehend original ist der Schaltersaal (z. B. Bodenfliesen und Holzelemente, gewölbte Decke mit Gurtgliederung und gerahmten Lichtschächten).
Nicht nur der architektonische Wert ist bemerkenswert, sondern einen Seltenheitswert bedeutet bereits die Tatsache, dass hier sowohl Regelspur- als auch Schmalspurbetrieb (Weißeritztalbahn) abgewickelt werden, außerdem die Vollständigkeit der Anlage. Dazu ist zu erwähnen die Bahnsteigüberdachung der Strecke Dresden-Werdau, eine Stahlfachwerkkonstruktion mit Holzbedeckung; die Überdachung des Schmalspur-Bahnsteiges einschließlich des überwölbten Fußgängertunnels; der dreigleisige Rechteck-Lokschuppen in Holzfachwerk mit Ziegelausfachung; die werksteinsichtige Stützmauer der Regelspurstrecke im Bereich des Schmalspurbahnsteiges; das Magazin (früherer Kohleschuppen); die Bekohlungsanlage (z. T. aus Potschappel umgesetzt), bestehend aus Kohlenbansen und Bockkran, dem Wasserkran, der Überladerampe und den Anlagen des Rollwagenverkehrs bzw. den hierfür vorgesehenen Gleisanlagen (Rollgrube); die sog. Pumphosenbrücke; das zweigeschossige Dienst- und Aufsichtsgebäude, schließlich die Stellwerke mit Resten der mechanischen Stelleinrichtungen. Dazu kommen als bewegliche technische Denkmale zwei Lokomotiven und zusammen etwa 30 Personen- und Güterwagen, außerdem ein Schneepflug von 1925 und eine Schmalspurdraisine (LfD/2012).
3. ↑  
Die ev. Hoffnungskirche auf dem Friedhof Hainsberg ist ein neoromanischer zentralisierender Bau mit Kreuzform, in dessen nördlichem Winkel sich ein hoher, weithin sichtbarer Turm in Neurenaissanceformen befindet; sie wurde 1900/01 nach den Plänen von Fritz Reuter errichtet (bez. am Giebel über dem Hauptportal). 

Die Kirche ist ein Bruchsteinbau mit Sandsteingliederung, der quadratische Turm mündet in ein oktogonales Glockengeschoss, auf dem eine Laterne mit sehr langer Spitze sitzt; die nordöstliche Vorhalle mit rundbogigem Hauptportal aus Cottaer Sandstein. Das Innere des Gebäudes ist das bedeutendste Beispiel dekorativer Kunst der späten Kaiserzeit und des Jugendstils in Freital und steht für die Loslösung von der schematischen Neugotik und der historistischen Malerei des 19. Jh. Gemeint ist die monumental - dekorative Ausstattung des Dresdner Professors Otto Gussmann (1911), teils geometrisch-vegetabil (Emporen, Gestühl), teils gegenständlich (Wandmalereien, Fenstergestaltung). Besonders die Apsis, der Triumphbogen und die flache Vierungskuppel zeigen viele - dann auch den Namen der Kirche prägende - Hoffnungsbilder (Einzug Christi in Jerusalem, von Engeln gerahmtes Kreuz, Himmelfahrt, von Cherubim bewachtes Himmlisches Jerusalem in der Flachkuppel; Weihnachten, Ostern und Pfingsten dargestellt in der Glasmalerei der Fenster). 

Auch das Torhaus des Friedhofs, das Kapelle, Leichenhalle und Gärtnerhaus vereinigt, ist in neoromanischen Formen gehalten; auffallend das kräftige Polygonalmauerwerk; mit äußerem zweiflügeligen schmiedeeisernen Tor und innerem zweiflügeligem Holztor und mit Dachreiter; Inschrift über dem Tor: „1899 Christus ist die Auferstehung und das Leben“. 

Das 1,8 ha große Areal für den Friedhof stiftete der Fabrikant Otto Roemer, nachdem sich Hainsberg 1899 kirchlich von der Muttergemeinde Somsdorf getrennt und mit Coßmannsdorf und Eckersdorf eine eigene Kirchgemeinde geformt hatte. 

Künstlerisch am bedeutendsten ist das Erbbegräbnis der Familie Roemer (um 1911), eine Grabanlage mit unterirdischer Gruft, Einfriedung und Sitzbänken. Eine Kolonnade aus sechs halbkreisförmig angeordneten Pfeilern, die von einem Architrav überfangen werden, umgibt die lebensgroße Galvanoplastik einer Christusfigur mit ausgestreckten Händen nach dem Vorbild der Statue von Thorvaldsen in der Kopenhagener Liebfrauenkirche 1839. Zu erwähnen weiterhin das Erbbegräbnis Kunath (vor 1910?), eine Grabanlage mit eingelassener Gruftplatte, die von einem markanten Aufbau aus grob behauenem Naturstein hinterfangen wird; das Erbbegräbnis Fickler (um 1920), erschließbar über eine kleine Treppe, sich verjüngender Grabstein, Aufsatz mit Reliefdarstellung Dreieck, Hobel und Zirkel, Kugelbekrönung; Erbbegräbnis der Familie Carl Römer mit unterirdischer Gruft, halbhoher Grabwand mit Relief zweier verlöschender Fackeln und Lorbeergirlande nebst Schrifttafel. 

Der Friedhof ist auch ein Gartendenkmal mit Allee in Fortsetzung des Durchganges des Torhauses (Hauptlängsachse) bis zum Schnittpunkt mit der Hauptquerachse zur Kirche; auf dem Kirchvorplatz zwei Kanadische Hemlock (Tsuga canadensis) - LfD/2012.
4. ↑  
Die ev. Hoffnungskirche auf dem Friedhof Hainsberg ist ein neoromanischer zentralisierender Bau mit Kreuzform, in dessen nördlichem Winkel sich ein hoher, weithin sichtbarer Turm in Neurenaissanceformen befindet; sie wurde 1900/01 nach den Plänen von Fritz Reuter errichtet (bez. am Giebel über dem Hauptportal). Die Kirche ist ein Bruchsteinbau mit Sandsteingliederung, der quadratische Turm mündet in ein oktogonales Glockengeschoss, auf dem eine Laterne mit sehr langer Spitze sitzt; die nordöstliche Vorhalle mit rundbogigem Hauptportal aus Cottaer Sandstein. Das Innere des Gebäudes ist das bedeutendste Beispiel dekorativer Kunst der späten Kaiserzeit und des Jugendstils in Freital und steht für die Loslösung von der schematischen Neugotik und der historistischen Malerei des 19. Jh. Gemeint ist die monumental - dekorative Ausstattung des Dresdner Professors Otto Gussmann (1911), teils geometrisch-vegetabil (Emporen, Gestühl), teils gegenständlich (Wandmalereien, Fenstergestaltung). Besonders die Apsis, der Triumphbogen und die flache Vierungskuppel zeigen viele - dann auch den Namen der Kirche prägende - Hoffnungsbilder (Einzug Christi in Jerusalem, von Engeln gerahmtes Kreuz, Himmelfahrt, von Cherubim bewachtes Himmlisches Jerusalem in der Flachkuppel; Weihnachten, Ostern und Pfingsten dargestellt in der Glasmalerei der Fenster). 
Auch das Torhaus des Friedhofs, das Kapelle, Leichenhalle und Gärtnerhaus vereinigt, ist in neoromanischen Formen gehalten; auffallend das kräftige Polygonalmauerwerk; mit äußerem zweiflügeligen schmiedeeisernen Tor und innerem zweiflügeligem Holztor und mit Dachreiter; Inschrift über dem Tor: „1899 Christus ist die Auferstehung und das Leben“.
Das 1,8 ha große Areal für den Friedhof stiftete der Fabrikant Otto Roemer, nachdem sich Hainsberg 1899 kirchlich von der Muttergemeinde Somsdorf getrennt und mit Coßmannsdorf und Eckersdorf eine eigene Kirchgemeinde geformt hatte. Künstlerisch am bedeutendsten ist das Erbbegräbnis der Familie Roemer (um 1911), eine Grabanlage mit unterirdischer Gruft, Einfriedung und Sitzbänken. Eine Kolonnade aus sechs halbkreisförmig angeordneten Pfeilern, die von einem Architrav überfangen werden, umgibt die lebensgroße Galvanoplastik einer Christusfigur mit ausgestreckten Händen nach dem Vorbild der Statue von Thorvaldsen in der Kopenhagener Liebfrauenkirche 1839. Zu erwähnen weiterhin das Erbbegräbnis Kunath (vor 1910?), eine Grabanlage mit eingelassener Gruftplatte, die von einem markanten Aufbau aus grob behauenem Naturstein hinterfangen wird; das Erbbegräbnis Fickler (um 1920), erschließbar über eine kleine Treppe, sich verjüngender Grabstein, Aufsatz mit Reliefdarstellung Dreieck, Hobel und Zirkel, Kugelbekrönung; Erbbegräbnis der Familie Carl Römer mit unterirdischer Gruft, halbhoher Grabwand mit Relief zweier verlöschender Fackeln und Lorbeergirlande nebst Schrifttafel.
Der Friedhof auch ein Gartendenkmal mit Allee in Fortsetzung des Durchganges des Torhauses (Hauptlängsachse) bis zum Schnittpunkt mit der Hauptquerachse zur Kirche; auf dem Kirchvorplatz zwei Kanadische Hemlock (Tsuga canadensis) - LfD/2012.
5. ↑  
Das ehemalige Herrenhaus des bereits 1370 erwähnten Gutes Heilsberg wurde um 1840 von Johann Eduard Heuchler errichtet. Die Namensgebung "Engländerei" geht auf den Engländer De la Pole zurück, der das Gut 1837 erwarb. Der zweigeschossige, langgestreckte Putzbau mit ausgeprägtem Drempelgeschoss ist von einem flachen Satteldach mit Überstand bedeckt; der Mitteltrakt des Gebäudes ist an der Südseite polygonal und an der Nordseite risalitartig; Sandstein-Fenstergewände, darüber an der Südseite zierlicher ornamentaler Schmuck im Sinne des Klassizismus, als Gliederung außerdem entsprechend Eckquaderung und umlaufendes Zahnschnittgesims; über dem Mitteltrakt ein prägnantes hölzernes Aussichtstürmchen mit Geländer; neben dem Herrenhaus Burgk architektonisch bedeutendstes Gebäude Freitals der Mitte des 19. Jahrhunderts.
Der Heilsberger Park wurde nach 1793 durch den Freiherrn von Lindemann im landschaftlich-sentimentalen Stil angelegt und nach 1837 durch die englischen Besitzer verschönert. Bedeutende Bodenmodellierung und prägender Altbaumbestand mit Solitärbäumen und Baumgruppen, u. a. im Osten Blutbuche, Kanadische Hemlock, am Ufer der Weißeritz Bergahorn, im Süden Gruppe von Kanadischen Hemlock und vier Eiben, Roteiche, Blutbuche, Gruppe von Ulme, Platane und Bergahorn, am Ufer der Weißeritz Buche, Linde, Hängebuche, im Westen vier Eiben, Erle, Ginkgo, Linde, Ulme, im Norden zwei Schwarzkiefern und Erlen; von West nach Ost verlaufender Wassergraben, darüber zwei kleine Brücken; geschwungene Wegeführung mit wassergebundener Decke; durch seine Lage im Plauenschen Grund ist der Park Bestandteil des historischen Landschaftsbildes.
Ein Denkmal der Freundschaft und Dankbarkeit (Reste erhalten, nicht mehr am Originalstandort) stand auf einem mit Pappeln umgebenen Rasenhügel im Park und hatte eine im etruskischen Stil nach Schurichts Zeichnung gearbeitete Opferpfanne mit Flamme, die auf vier hohen Klauenfüßen stand; Inschrift auf dem Sockel: „Seinem väterlichen Lehrer/ weihte im Jahre MDCCXCIII./ dieses Denkmal/ G F. Frhr. v. L.“ [L. = Lindemann] und auf der anderen Seite: „M. August Friedrich Schneider/ Pfarrer zu Rabenau./ Geboren den XVII. Decbr. MDCCXXVII./ Gestorben. den XVI. Octbr. MDCCXCII.“; Inschrift am Rand der Opferschale: „Kinder! vergesset Eures Wohlthäters nie!“ (LfD/2012).
6. ↑  
Das ehemalige Herrenhaus des bereits 1370 erwähnten Gutes Heilsberg wurde um 1840 von Johann Eduard Heuchler errichtet. Die Namensgebung "Engländerei" geht auf den Engländer De la Pole zurück, der das Gut 1837 erwarb. Der zweigeschossige, langgestreckte Putzbau mit ausgeprägtem Drempelgeschoss ist von einem flachen Satteldach mit Überstand bedeckt; der Mitteltrakt des Gebäudes ist an der Südseite polygonal und an der Nordseite risalitartig; Sandstein-Fenstergewände, darüber an der Südseite zierlicher ornamentaler Schmuck im Sinne des Klassizismus, als Gliederung außerdem entsprechend Eckquaderung und umlaufendes Zahnschnittgesims; über dem Mitteltrakt ein prägnantes hölzernes Aussichtstürmchen mit Geländer; neben dem Herrenhaus Burgk architektonisch bedeutendstes Gebäude Freitals der Mitte des 19. Jahrhunderts.
Der Heilsberger Park wurde nach 1793 durch den Freiherrn von Lindemann im landschaftlich-sentimentalen Stil angelegt und nach 1837 durch die englischen Besitzer verschönert. Bedeutende Bodenmodellierung und prägender Altbaumbestand mit Solitärbäumen und Baumgruppen, u.a. im Osten Blutbuche, Kanadische Hemlock, am Ufer der Weißeritz Bergahorn, im Süden Gruppe von Kanadischen Hemlock und vier Eiben, Roteiche, Blutbuche, Gruppe von Ulme, Platane und Bergahorn, am Ufer der Weißeritz Buche, Linde, Hängebuche, im Westen vier Eiben, Erle, Ginkgo, Linde, Ulme, im Norden zwei Schwarzkiefern und Erlen; von West nach Ost verlaufender Wassergraben, darüber zwei kleine Brücken; geschwungene Wegeführung mit wassergebundener Decke; durch seine Lage im Plauenschen Grund ist der Park Bestandteil des historischen Landschaftsbildes.
Ein Denkmal der Freundschaft und Dankbarkeit (Reste erhalten, nicht mehr am Originalstandort) stand auf einem mit Pappeln umgebenen Rasenhügel im Park und hatte eine im etruskischen Stil nach Schurichts Zeichnung gearbeitete Opferpfanne mit Flamme, die auf vier hohen Klauenfüßen stand; Inschrift auf dem Sockel: „Seinem väterlichen Lehrer/ weihte im Jahre MDCCXCIII./ dieses Denkmal/ G F. Frhr. v. L.“ [L. = Lindemann] und auf der anderen Seite: „M. August Friedrich Schneider/ Pfarrer zu Rabenau./ Geboren den XVII. Decbr. MDCCXXVII./ Gestorben. den XVI. Octbr. MDCCXCII.“; Inschrift am Rand der Opferschale: „Kinder! vergesset Eures Wohlthäters nie!“ (LfD/2012).